# Viverra tangalunga
Civette de Malaisie, Civette malaise, Tangalunga
Pour les articles homonymes, voir malaise et Civette (homonymie).
Espèce
Statut de conservation UICN

 LC  : Préoccupation mineure
Viverra tangalunga ou Civette malaise est une espèce de carnivore asiatique.

## Description
Cette civette mesure, corps et tête, de 54 à 77 cm et sa queue a une longueur de 28 à 35 cm. Sa masse est comprise entre 3,5 et 4,5 kg. Elle est facilement reconnaissable à sa robe couverte de taches brunes quasi-alignées, son collier noir et blanc, son ventre blanc, ses pattes noires et la quinzaine d'anneaux le long de sa queue.

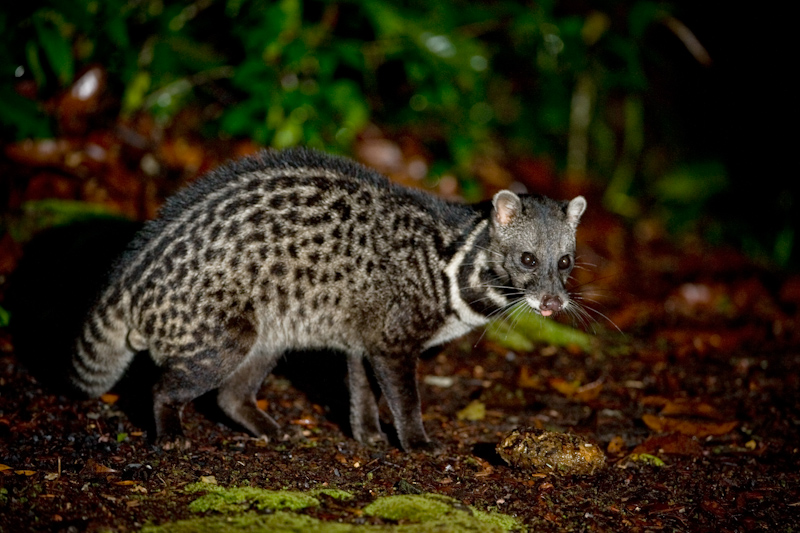

Cet animal solitaire vit dans les forêts tropicales et chasse la nuit. Son espérance de vie est de 11 ans.

## Alimentation
La civette malaise se nourrit d'animaux vivant sur le sol : mille-pattes, scorpions, souris et autres rongeurs...

## Répartition
On la trouve en Malaisie, en Indonésie et dans les Philippines.

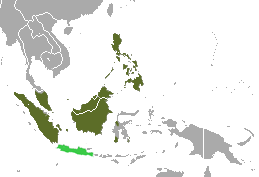
Aire de répartition de la civette de Malaisie